# San Juan (Azuay)
San Juan oder San Juan del Cid ist eine Ortschaft und eine Parroquia rural („ländliches Kirchspiel“) im Kanton Gualaceo der ecuadorianischen Provinz Azuay. Die Parroquia besitzt eine Fläche von 34,69 km². Die Einwohnerzahl lag im Jahr 2010 bei 5305.

## Lage
Die Parroquia San Juan liegt am Linksufer des nach Norden fließenden Río Santa Bárbara. Der Hauptort San Juan (oder San Juan del Cid) liegt auf einer Höhe von 2550 m, 10 km südsüdwestlich vom Kantonshauptort Gualaceo. Im Süden der Parroquia erhebt sich der 3156 m hohe Berg Pizhi.
Die Parroquia San Juan grenzt im Nordosten an die Parroquia Chordeleg (Kanton Chordeleg), im Osten an die Parroquia Simón Bolívar, im Süden an die Parroquia San Bartolomé (Kanton Sígsig), im Westen an die Parroquia Zhidmad, im Nordwesten an die Parroquia Jadán sowie im Norden an die Parroquia Gualaceo.

## Geschichte
Der Ort geht auf eine Gründung von Pedro Bravo als "San Juan del Cid" am 24. Juni 1574 zurück. Die Parroquia San Juan wurde am 9. August 1836 gegründet.